# Cuevas de Ongamira
Las Cuevas de Ongamira son una serie de aleros o grutas que se distinguen tanto por su original estructura natural, como por la rica arqueología y etnohistoria que albergan de los pueblos originarios de Córdoba, Argentina. En el año 2008 fueron distinguidas como Quinta Maravilla Natural de Córdoba, en un concurso auspiciado por la Agencia Córdoba Turismo, ente mixto formado entre el gobierno provincial, empresas privadas, y el diario La Voz del Interior. 

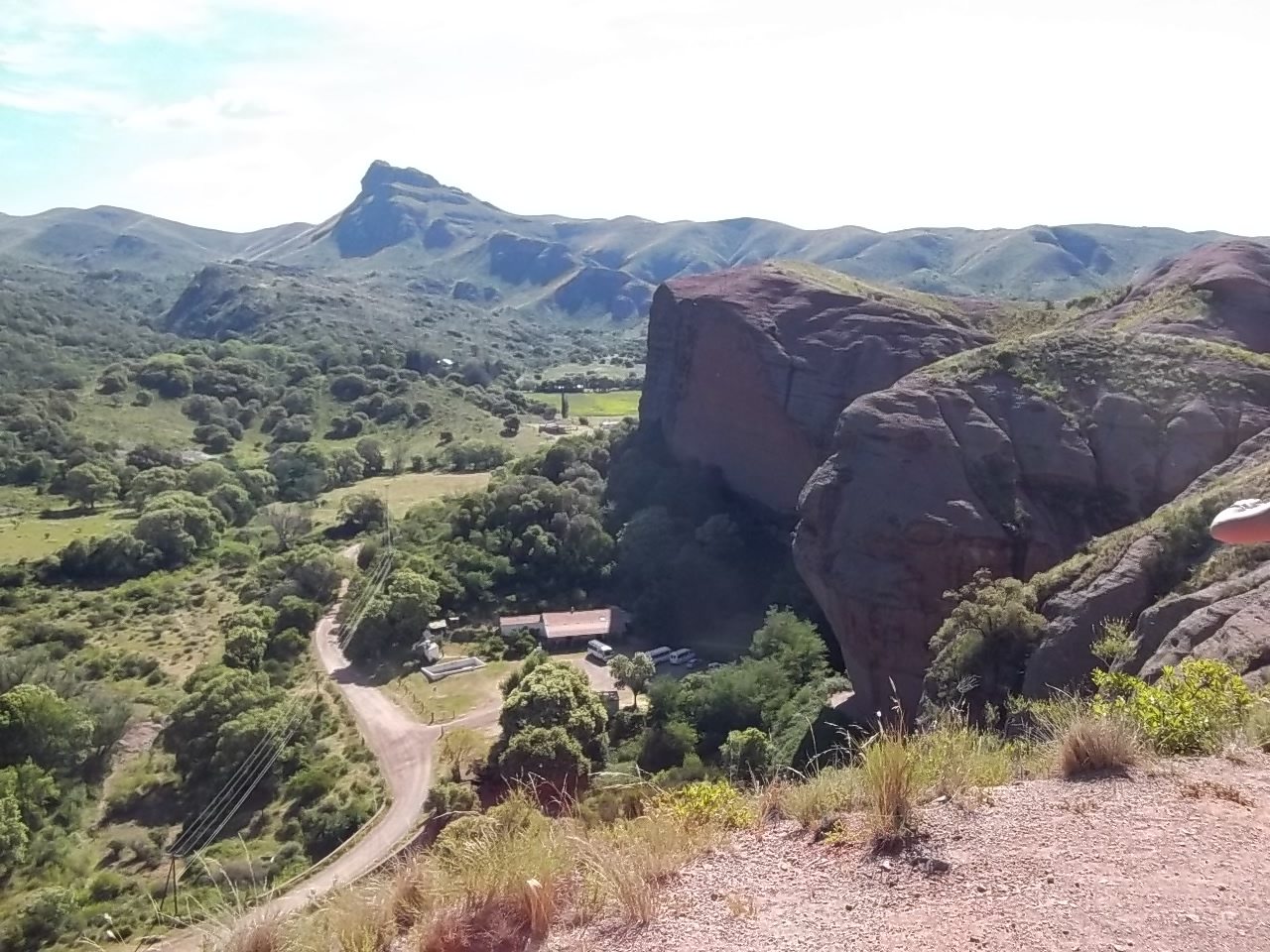
Farallón de las grutas o cuevas de Ongamira, Córdoba, Argentina, visto desde lo alto.

## Ubicación geográfica
Al norte de las Sierras Chicas de la provincia de Córdoba, a 25 km de Capilla del Monte sorprende el paisaje de Ongamira: un valle surgido en el período cretácico (entre 120 y 130 millones de años atrás).
El lugar está situado a unos 120 km de la ciudad de Córdoba. Se arriba al paraje viajando rumbo norte por la ruta 9, pasando Jesús María, en la comuna de Sarmiento, se encuentra la bifurcación con las rutas 60 (que dirige a Catamarca), y la ruta provincial 17, que dirige hacia el oeste rumbo a Ongamira. 
Una segunda opción, aunque más larga, es atravesar el valle de Punilla por la ruta 38, hasta toparse con la ruta 17 a la altura de la comuna de Charbonier. 
El origen de su nombre deriva del cacique Onga (o Unca) fallecido en combate con armas de piedra contra los invasores europeos. En estas cuevas o grutas resistieron los aborígenes de la zona contra los españoles. Muchos de ellos se suicidaron. 
Compuesto por tres grutas, en la última de ellas pueden verse ocho morteros indígenas.

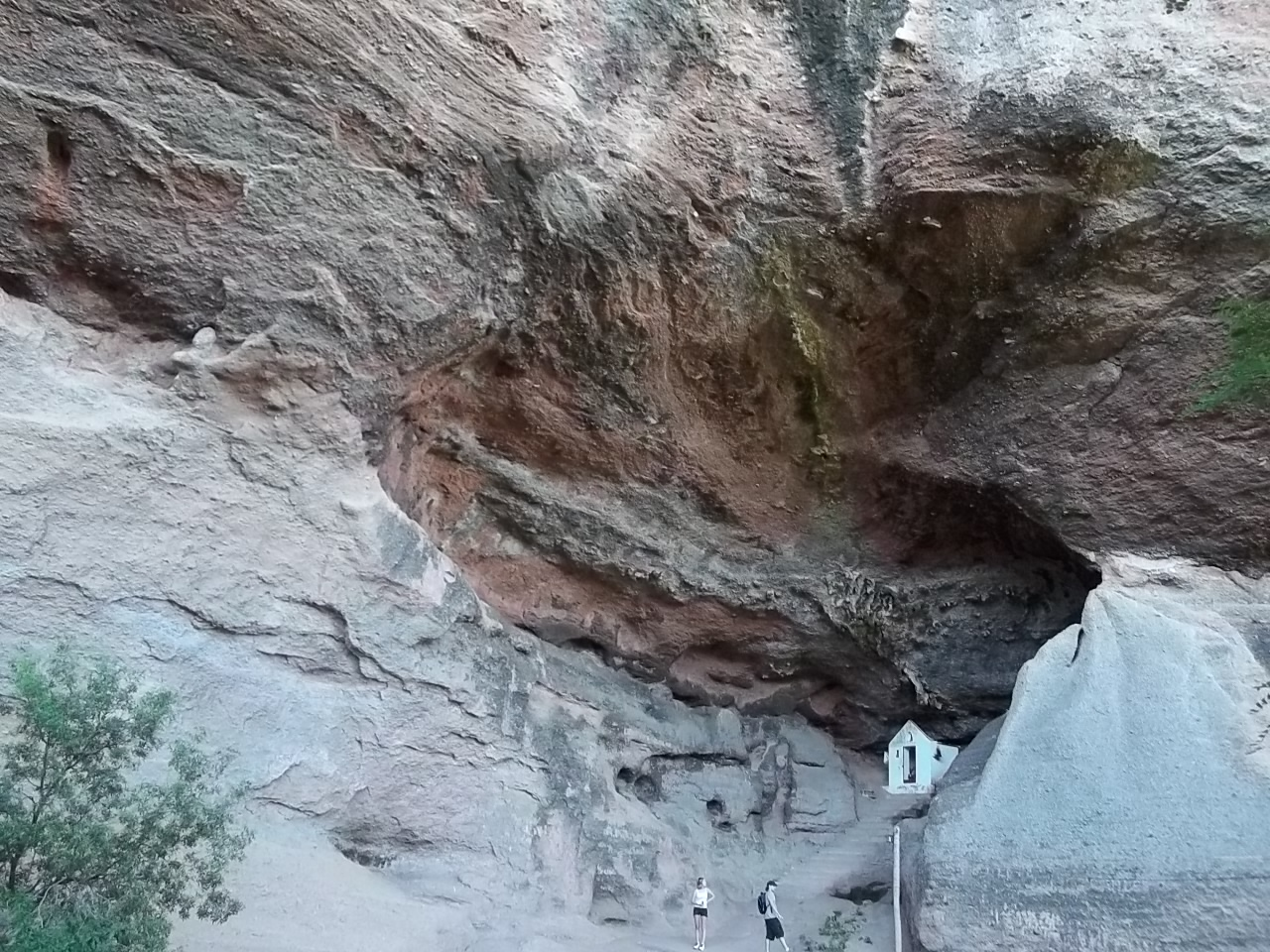
La más amplia y profunda de las grutas, a la cual se ha añadido una capilla cristiana.

El valle está protegido por los cerros Pajarillo (1700 metros sobre el nivel del mar), Áspero (1640 m s. n. m.) y Charalqueta o Colchiqui (1575 m s. n. m.).
Las grutas, enormes paredones de piedra rojiza donde anidan aves de variado porte, sorprenden por sus formas intrincadas. Son varias formaciones, aunque se encuentran cercanas. El ascenso al peñón de Charalqueta –donde se obtiene una magnífica vista del valle– se realiza por una pendiente suave y bien marcada y requiere unas tres horas de marcha. El valle en su extensión ofrece un paisaje rocoso único, así como el corte de montaña en capas, de suelo y tierras rojizas, extrañas para la región. La vegetación es muy extensa con diversas especies -nativas e introducidas- como helechos, zarzamoras y eucaliptus, entre otros.
Las grutas o cuevas se encuentran a 1500 m. sobre el nivel del mar en el valle de Ongamira en un predio de 60 hectáreas. Están formadas por areniscas cementadas de color rojizo y es un paseo para realizar a pie o en auto.
El acceso a las grutas de Ongamira se encuentra actualmente arancelado.

## Arqueología y etnohistoria
Desde 1940, cuando los aleros y grutas próximos a la Hostería Supaga de Ongamira, fueron estudiados por los arqueólogos Aníbal Montes y Alberto Rex González, la zona adquirió interés arqueológico y turístico. Los valiosos materiales encontrados en el alero Deodoro Roca, como puntas de flecha tallados en cuarzo, pedernal y hueso, permitieron suponer la existencia de una cultura anterior a la de los comechingones y sanavirones, que habría entrado en contacto con los españoles.
En sus primeros trabajos, Aníbal Montes refiere:

La extensión de este yacimiento arqueológico es muy grande, pues ya se le ha comprado una longitud superior a 200 metros, no conociendo aún su ancho. En cuanto a la profundidad es superior a 400 metros en algunos puntos sin que se pueda asegurar que no sigue más abajo. Los restos óseos aun no han sido clasificados y son muy numerosos y variados. Abundan los ciervos de varias especies y los guanacos. Talvez más hacia abajo se encuentren restos de especies extinguidas. Los cráneos humanos son sin deformación artificial y de configuración arcaica en la frente. 
Es posible que este yacimiento arqueológico de Ongamira tenga verdadera importancia científica, pues todo indica que este hermoso alero de piedra fué habitado denle la más remota antigüedad y allí están los numerosos estratos de fogones que se superponen, como otras tantas hojas del gran libro que encierra el misterio de los primitivos habitantes de las sierras de Córdoba”
Marzo 1941 

Posteriormente, el Museo de Ciencias Naturales de La Plata, provincia de Buenos Aires, Argentina, realizó nuevos estudios y descubrimientos arqueológicos en 1950 y 1954. Estas excavaciones estuvieron dirigidas nuevamente por Alberto Rex González y el prehistoriador austríaco recientemente llegado a la Argentina Osvaldo Menghin. Los resultados de estos trabajos quedaron plasmados en una publicación, donde se establecía que los restos encontrados tenían 5000 años de antigüedad: raspadores, conanas, manos de morteros, enterramientos de adultos y niños, collares de cuentas, punzones, etc. Serían restos de grupos de cazadores nómades de guanacos y ciervos, que fueron reemplazando las puntas lanceoladas de la cultura Ayampitín, una de las culturas nómades-cazadoras más antiguas de Argentina, por otras de forma triangular, de base recta y lados convexos.
Hacia el año 200 d. C. llegaron nuevas tribus, que introdujeron entre otras cosas el arco y la flecha, y de la asimilación surgieron los comechingones y sanavirones.
Tiempo después, en el siglo XVI, hicieron su aparición los conquistadores españoles y se desencadenó la tragedia: uno de los primeros encomenderos, primer agricultor y minero de la región, el español Blas de Rosales, se presentó hacia 1573 con intención de extraer oro y plata de la provincia indígena de Ischilín o Eschelín, dada en encomienda por el fundador de Córdoba, Jerónimo Luis de Cabrera. Había llegado a estas tierras escoltando a Juan Nuñez de Prado, era cofundador de Santiago del Estero y de la ciudad de Córdoba, con tres carretas de bueyes, ovejas, cabras y cerdos. Experto en minerales, el nombre de Blas de Rosales quedó grabado en la historia de la provincia de Córdoba como el primer minero, al encontrar y valorar arenas auríferas.

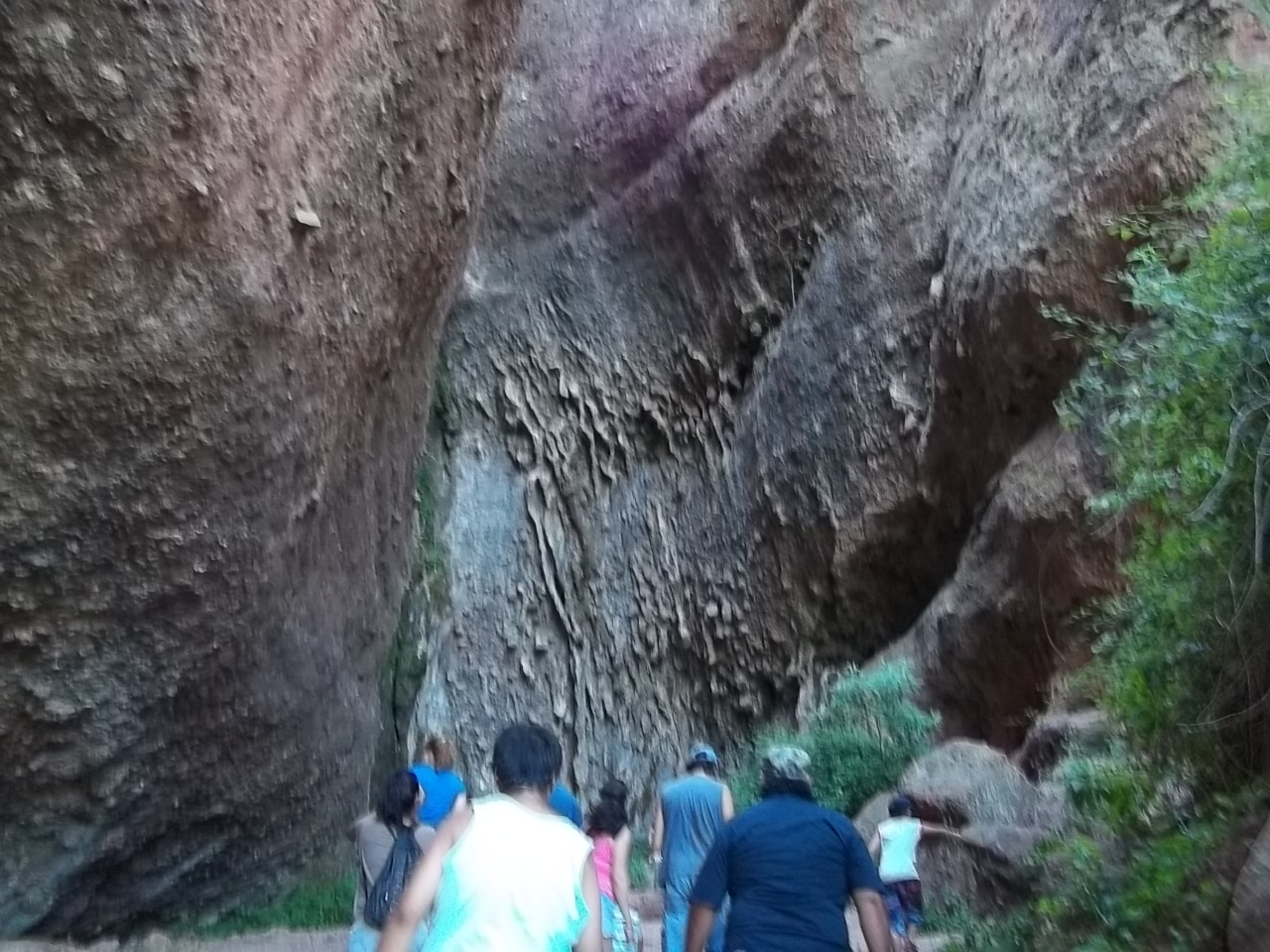
Excursionistas caminando entre las altas paredes de roca de las grutas.

Los comechingones defendieron ferozmente sus poblados y exterminaron a los invasores del encomendero Blas de Rosales en una emboscada cerca de las grutas de Ongamira, organizados en escuadrones de flecheros, lanceros y hacheros, comandados por el cacique Unca o Onga. Una posterior represalia española estuvo a cargo de un regimiento de veinticinco hombres al mando de los capitanes Antón Berrú, Miguel de Ardiles y Tristán de Tejeda. Los caballos subían a los cerros y corazas y escudos protegían a los españoles contra los ataques de las rudimentarias armas indígenas. 
Se produjeron múltiples asesinatos el 19 de diciembre de 1574, y así vencida la resistencia liderada por el cacique Onga (o Unca), miles de aborígenes (mujeres, hombres y niños) se inmolaron desde lo alto, para no rendirse y ser esclavizados por los conquistadores. Esta hipótesis es muy cuestionada en la actualidad a partir de estudios científicos a cargo de los equipos de arqueología de la Universidad de Córdoba y del CONICET. Se presume que  sostener esta versión obedece a la justificación de parte de los invasores españoles para la apropiación del territorio comechingón. Ver referencia https://suquia.ffyh.unc.edu.ar/items/c53961d4-a98d-488f-8a28-9a3a64d3f4b3

## Miscelánea
Se cuenta que el escritor y poeta chileno Pablo Neruda, afirmó de la zona que era el lugar más triste del mundo, en referencia a la matanza e inmolación de pueblos originarios.